# في الجرح
فــي الجرح (بالإنجليزية: In the Cut)‏ هو فيلم إثارة تم إنتاجه في أستراليا والمملكة المتحدة وصدر في سنة 2003. الفيلم من إخراج جين كامبيون وكتابة جين كامبيون. من بطولة ميغ رايان ومارك رافالو وجينيفر جيسون لي.

## القصة
في إطار مثير تدور أحداث الفيلم حول أستاذة مرموقة من نيويورك (فراني آفري) أثناء بحثها عن كتاب كي تكتبه باللغة العامية، تقع في علاقة عاطفية حميمية مع شرطي وسيم، وتكتشف أنه يحقق في جريمة قتل غامضة للغاية لامرأة جميلة وشابة، تسكن بجوراها، يحاول الكشف عن غموض وملابسات الجريمة، وعلاقات تلك المرأة الشابة العاطفية مع آخرين.

## الميزانية والإيرادات
بلغت تكلفة إنتاج الفيلم حوالي 12 مليون دولار بينما حقق إيرادات تقدر بـ 23.7 مليون دولار.

## وصلات خارجية
- في الجرح على موقع IMDb (الإنجليزية)
- في الجرح على موقع ميتاكريتيك (الإنجليزية)
- في الجرح على موقع الموسوعة البريطانية (الإنجليزية)
- في الجرح على موقع روتن توميتوز (الإنجليزية)
- في الجرح على موقع نتفليكس (الإنجليزية)
- في الجرح على موقع قاعدة بيانات الأفلام العربية
- في الجرح على موقع ألو سيني (الفرنسية)
- في الجرح على موقع Turner Classic Movies (الإنجليزية)
- في الجرح على موقع أول موفي (الإنجليزية)
- في الجرح على موقع بوكس أوفيس موجو (الإنجليزية)